# Biovail
Biovail est une entreprise pharmaceutique canadienne dont le titre fait partie de l'indice S&P/TSX 60. En 2010, c'est « la plus grande société pharmaceutique canadienne inscrite en bourse ».

## Histoire
Le 21 juin 2010, Biovail a annoncé qu'elle fusionnerait ses activités avec celles de Valeant. L'opération est évaluée à environ 3,2 milliards CAD.